# Deutsche Eishockey Liga
De Deutsche Eishockey Liga (DEL), om sponsorredenen ook wel PENNY DEL genoemd, is een Duitse professionele ijshockeycompetitie en de hoogste divisie in het Duitse ijshockey. De competitie werd opgericht in 1994 ter vervanging van de Eishockey-Bundesliga en vormt sindsdien de nieuwe topcompetitie in Duitsland. In tegenstelling tot de oude Bundesliga valt de DEL niet onder het bestuur van de Duitse ijshockeyfederatie.
Teams van de DEL nemen deel aan de jaarlijkse Champions Hockey League (CHL) van de IIHF en strijden hier om de Europese trofee. Deelname aan het Europese toernooi is gebaseerd op de sterkte van de verschillende competities in Europa (de European/Asian Kontinental Hockey League uitgezonderd). Bij het ingaan van het CHL-seizoen 2022–23 stond de DEL op de derde plaats van Europese competities, waardoor ze hun vier beste teams mogen sturen om deel te nemen aan de CHL.
Veertien verschillende teams vormen de competitie en spelen hun thuiswedstrijden in een gevarieerde mix van locaties, waaronder enkele grote, moderne arena's (bijvoorbeeld in Berlijn, Mannheim, Keulen en Düsseldorf) en oudere, kleinere locaties (bijvoorbeeld in Bietigheim, Schwenningen en Straubing). Ploegen als de Kölner Haie, Düsseldorfer EG en Eisbären Berlin trekken regelmatig meer dan 15.000 fans voor hun thuiswedstrijden.
De DEL staat bekend om zijn wedstrijdsfeer en het opleiden van NHL-talenten, zoals bijvoorbeeld Dominik Kahun die bij EHC Red Bull München begonnen is. Veel spelers van het Duitse nationale team dat zilver pakte op de Olympische Winterspelen van 2018 in Pyeongchang speelden in de DEL, terwijl EHC Red Bull München het eerste Duitse team werd dat de finale van de Champions Hockey League bereikte in 2019 (waar het verloor van het Zweedse Frölunda HC). IJshockey groeit als sport in Duitsland en wordt gezien als een populair alternatief voor voetbal of handbal, voortbouwend op het Olympische succes in 2018.

## Historie
De Eishockey-Bundesliga werd in 1957 opgericht als de hoogste ijshockeycompetitie in de Bondsrepubliek Duitsland en verving op die manier de voormalige Oberliga. De Eishockey-Bundesliga werd op zijn beurt in 1994 vervangen door de Deutsche Eishockey Liga, dat in de volksmond ook wel 1. Bundesliga genoemd wordt.
De DEL werd opgericht in het seizoen 1994-1995 en bestond uit teams die uitkwamen in de 1e en 2e Bundesliga van de Eishockey-Bundesliga. De voornaamste reden voor de herstructurering van de competitie was dat veel teams uit de twee divisies zwaar in de schulden zaten, en de 2e divisie weinig sponsors en toeschouwers trok. Als gevolg hiervan werden veel clubs gedwongen om zichzelf op te heffen of zich terug te trekken uit de competitie. Door het gebrek aan animo voor de 2e divisie concentreerden fans en bedrijfssponsors zich op de teams uit de 1e divisie, die daardoor op hun beurt gedwongen werden om zwaar in spelers te investeren en degradatie te voorkomen. Dit domino-effect zorgde ervoor dat de clubbudgetten in de laatste twee seizoenen van de Eishockey-Bundesliga met 25 procent stegen.
In het laatste Bundesliga-seizoen (1993-94) waren er slechts 11 teams die in de 2e Bundesliga speelden. Van deze teams werden er twee tijdens of na het seizoen opgeheven. Door deze problemen kreeg de Duitse ijshockeycompetitie een slechte reputatie en werd het moeilijk om serieuze sponsoring aan te trekken. In januari 1994 stemden 20 van de resterende 21 teams uit de 1e en 2e Bundesliga voor de oprichting van een nieuwe entiteit, de Deutsche Eishockey Liga.
Bij de oprichting was de "DEL Betriebsgesellschaft mbH" de eerste Duitse professionele sportcompetitie die werd beheerd door een organisatie waar de ploegen zelf ook deel van uitmaakten. Het doel achter de DEL was om een competitie te creëren, gebaseerd op het model van de Noord-Amerikaanse NHL, waarin teams consistent konden meespelen zonder zich zorgen te moeten maken over degradatie. De clubs die deelnamen aan de DEL moesten zich houden aan verschillende regels om de levensvatbaarheid van de clubs op lange termijn te garanderen. Twaalf clubs uit de oude 1e Bundesliga en zes uit de 2e Bundesliga vormden samen de stichtende leden van de nieuwe competitie, en er werd in de vorm van de Krombacher-brouwerij meteen een grote competitiesponsor aangetrokken.
De hoop om de problemen van de oude Bundesliga's te vermijden door strengere financiële controles lukte in het begin niet volledig. Tijdens het eerste seizoen van DEL, op 18 december 1994, werd de laatste kampioen van de Bundesliga (EC Hedos München) opgeheven vanwege financiële problemen. Dat zo'n situatie kon gebeuren was controversieel, aangezien de president van DEL, Franz Hofherr, hun licentie had goedgekeurd en hun financiën had doorgenomen. Hofherr was de voormalige voorzitter van de Mad Dogs Mannheim, een van de rivalen van Hedos München, en er werd beweerd dat hij op de hoogte moest zijn geweest van hun wanhopige financiële situatie.
Het Bosman-arrest, een uitspraak uit 1995 van het Europese Hof van Justitie over het quotum aan buitenlandse spelers, had een grote invloed op de competitie. De oude Bundesliga had een nationaal karakter met Duitse clubs die streden om de Duitse titel met voornamelijk spelers uit eigen land. Vanaf 1995 werden spelers uit de Europese Unie niet langer als "buitenlands" aangezien, en werden er talentvolle spelers uit het buitenland worden aangetrokken. In het eerstvolgende seizoen (1995-96) hadden de DEL-teams gezamenlijk 97 EU-spelers in dienst. Doordat er relatief goedkope spelers in Duitsland konden ijshockeyen, werd het mogelijk voor de kleinere teams in de DEL om een concurrentie te vormen voor de grotere teams.
Na een overeenkomst met de Deutsche Eishockey Bund (DEB) werd de competitie in het seizoen (1999-00) hernoemd tot "DEL - Die 1. Bundesliga", en werd degradatie en promotie naar en van de 2. Bundesliga opnieuw ingevoerd.

Bij de start van de DEL in 1994 was er al eens een "NHL-lockout", een dispuut tussen ijshockeyers spelend in de NHL en eigenaren van de teams dat leidde tot een staking van de Noord-Amerikaanse competitie. Dit zorgde ervoor dat veel spelers, die normaal in de NHL zouden spelen, opeens beschikbaar waren om in Duitsland te ijshockeyen. Tien jaar later, in het seizoen 2004-05, kwam deze NHL-lockout opnieuw voor, ditmaal door een dispuut over het instellen van een salarisplafond bij de NHL. Verschillende spelers gingen daarop in staking en trokken opnieuw naar de Duitse competitie, waar teams profiteerden door buitenlandse topspelers aan zich te binden. 

## Competitiereglementen
De DEL is een onafhankelijk gerunde competitie, volledig in eigendom van en beheerd door de 14 aangesloten teams. Elk team moet voldoen aan de volgende basisvereisten van de DEL om in de hoogste competitie te kunnen blijven:
- Een schriftelijke aanvraag indienen voor een lidmaatschap;
- "On ice"-kwalificatie voor nieuwe teams (kampioen worden in de 2. Bundesliga);
- Een stadion dat voldoet aan DEL-normen;
- Financiële kwalificatie;
- Oprichting van een gewoon bedrijf (de DEL bestaat uit franchises);
- Ontwikkelingsprogramma voor jonge spelers;
- Aankoop van een licentie (momenteel is de licentievergoeding vastgesteld op € 800.000,00)

De DEL kan slechts één team per seizoen uit de 2. Bundesliga toelaten tot de competitie. De enige uitzondering hierop is wanneer de competitiesterkte onder de veertien komt (doordat er ploegen opgeheven worden), in welk geval twee clubs kunnen worden toegelaten.
Sinds het seizoen 2006-07 kan een club die in de DEL niet automatisch degraderen door als laatste te eindigen. Een team kan enkel zijn competitiestatus verliezen door niet-naleving van de competitiereglementen. De ESBG (de organisatie van de 2. Bundesliga) garandeert elk DEL-team toe te laten dat zich wil terugtrekken uit de DEL en in de lagere 2. Bundesliga of Oberliga wil verder spelen. Het team dat deze beslissing maakt moet echter ook een licentie kopen (licentiekosten voor de 2. Bundesliga zijn momenteel vastgesteld op € 100.000,00).
In november 2007 kondigde de DEL opnieuw een beleidswijziging aan. De competitie werd uitgebreid tot 16 teams die aan het seizoen 2008-09 begonnen, wat resulteerde in directe promotie voor de kampioen van de 2. Bundesliga (mits ze aan alle vereisten zouden voldoen en geïnteresseerd zouden zijn om lid te worden van de DEL). Mocht dit niet het geval zijn, of een huidig DEL-team trekt zich terug uit de competitie, dan zou een selectieproces bepalen welke club of clubs in aanmerking zouden komen om lid te worden om tot 16 teams te komen. Voor dat seizoen was het ook verplicht dat elke DEL-club niet meer dan tien niet-EEC-spelers onder contract zou mogen hebben. Bovendien zou een nieuw format voor het speelschema het aantal reguliere seizoenswedstrijden beperken tot 52 voor elk team. Dit kon worden bereikt door elk team vier wedstrijden te laten spelen tegen elf andere teams en twee wedstrijden tegen de overige vier teams. Om te bepalen hoe vaak elk team tegen een ander team moest spelen, werd de eindstand van het voorgaande seizoen gebruikt.
De DEL zou in 2008 ook de promotie naar de hoogste competitie opnieuw invoeren. De teams die op de laatste twee plaatsen geëindigd waren speelden een best-of-seven-serie om te bepalen welk team het opneemt tegen de kampioen van de 2. Bundesliga voor een plaats in de competitie. Er was echter een voortdurend geschil over die play-offwedstrijden, aangezien teams uit de tweede divisie minder buitenlandse spelers konden hebben en daarom een handicap hebben in vergelijking met de DEL-teams. De ESBG verklaarde daarop dat er geen team uit de 2. Bundesliga aan deze wedstrijden zou deelnemen en er dus geen promotie/degradatie zou plaatsvinden.
In 2012 kondigde de ESBG aan dat ze een overeenkomst gesloten hadden met de DEB en dat ook deze competitie vanaf 2013 gerund zal worden door de aangesloten teams (net als de DEL). Om ook de samenwerking met de hoogste ijshockeycompetitie te bevestigen werd de 2. Bundesliga vanaf dan hernoemd naar DEL2, en werd ook de promotie/degradatieregeling tussen de twee competities ingesteld vanaf het seizoen 2020-21 (waardoor de Bietigheim Steelers in 2021 konden promoveren naar de DEL).
Door de coronapandemie werd het DEL-seizoen van 2020-21 niet uitgespeeld, en was er diengevolg geen landskampioen en ook geen ploeg die degradeerde. Doordat de Bietigheim Steelers wel gepromoveerd waren in dat seizoen, werd het seizoen 2021-22 voor het eerst met 15 teams gespeeld. Ook dat seizoen werd beïnvloed door coronagevallen, maar werd het seizoen wel uitgespeeld. Voor het eerst in 16 jaar waren het de Krefeld Penguins die sportief gedegradeerd waren uit de DEL. Door het kampioenschap van Löwen Frankfurt werd het seizoen 2022-23 opnieuw gespeeld met 15 teams, maar de DEL besliste dat in dat het aantal ploegen vanaf het seizoen 2023-24 weer teruggebracht zou worden naar 14.

## Huidige clubs
De volgende ijshockeyclubs maken deel uit van het DEL-seizoen 2023-24.
| Club                           | Stad                   | Stadion                       | Capaciteit |
| ------------------------------ | ---------------------- | ----------------------------- | ---------- |
| Augsburger Panther             | Augsburg               | Curt Frenzel Stadium          | 6,218      |
| Eisbären Berlin                | Berlijn                | Mercedes-Benz Arena           | 14,200     |
| Fischtown Pinguins Bremerhaven | Bremerhaven            | Eisarena Bremerhaven          | 4,674      |
| Düsseldorfer EG                | Düsseldorf             | PSD Bank Dome                 | 13,400     |
| ERC Ingolstadt                 | Ingolstadt             | Saturn Arena                  | 4,815      |
| Iserlohn Roosters              | Iserlohn               | Eissporthalle Iserlohn        | 5,000      |
| Kölner Haie                    | Keulen                 | Lanxess Arena                 | 18,500     |
| Adler Mannheim                 | Mannheim               | SAP Arena                     | 13,600     |
| EHC Red Bull München           | München                | Olympia Eishalle              | 6,256      |
| Nürnberg Ice Tigers            | Neurenberg             | Arena Nürnberger Versicherung | 7,810      |
| Schwenninger Wild Wings        | Villingen-Schwenningen | Helios Arena                  | 6,215      |
| Straubing Tigers               | Straubing              | Eisstadion am Pulverturm      | 6,000      |
| Grizzlys Wolfsburg             | Wolfsburg              | Eis Arena Wolfsburg           | 4,660      |
| Löwen Frankfurt                | Frankfurt              | Eissporthalle Frankfurt       | 6,946      |

### Voormalige teams die in de DEL gespeeld hebben
- BSC Preussen Berlin
later BSchC Preussen, opgeheven in 2005
doorstart als Eissport & Schlittschuh Club 2007 Berlin
- Frankfurt Lions 
opgeheven op 5 juli 2010 door faillissement
- Füchse Duisburg
- ESG Füchse Sachsen Weißwasser/Chemnitz
nu Lausitzer Füchse
- Hamburg Freezers 
opgeheven op 24 mei 2016
- EC Hannover
nu Hannover Indians
- Hannover Scorpions
- Kassel Huskies
opgeheven op 27 augustus 2010 door faillissement
- Kaufbeurer Adler
- EV Landshut
- Maddogs München
opgeheven in 1994 door faillissement
- Moskitos Essen
- Munich Barons
verhuisd naar Hamburg in 2002 om de Hamburg Freezers te vormen
- EC Ratingen "Die Löwen"
verhuisd naar Oberhausen in 1997 om de Revierlöwen Oberhausen te vormen
- Revierlöwen Oberhausen
- Starbulls Rosenheim
- SC Riessersee
- Wölfe Freiburg
- Bietigheim Steelers
- Krefeld Pinguine

## Succesvolste clubs

### Kampioenen DEL sinds start in 1994
- 1994–95 Kölner Haie
- 1995–96 Düsseldorfer EG
- 1996–97 Adler Mannheim
- 1997–98 Adler Mannheim
- 1998–99 Adler Mannheim
- 1999–00 München Barons
- 2000–01 Adler Mannheim
- 2001–02 Kölner Haie
- 2002–03 Krefeld Pinguine
- 2003–04 Frankfurt Lions
- 2004–05 Eisbären Berlin
- 2005–06 Eisbären Berlin
- 2006–07 Adler Mannheim
- 2007–08 Eisbären Berlin
- 2008–09 Eisbären Berlin
- 2009–10 Hannover Scorpions
- 2010–11 Eisbären Berlin
- 2011–12 Eisbären Berlin
- 2012–13 Eisbären Berlin
- 2013–14 ERC Ingolstadt
- 2014–15 Adler Mannheim
- 2015–16 EHC München
- 2016–17 EHC München
- 2017–18 EHC München
- 2018–19 Adler Mannheim
- 2019–20 EHC München (RS) 7
- 2020–21 Eisbären Berlin
- 2021–22 Eisbären Berlin
- 2022–23 EHC München
- 2023–24 Eisbären Berlin
- 2024–25 Eisbären Berlin

### Aantal titels per club
| Club                 | Titels | Seizoen(en)                                                                                       |
| -------------------- | ------ | ------------------------------------------------------------------------------------------------- |
| Eisbären Berlin      | 9      | 2004–05, 2005–06, 2007–08, 2008–09, 2010–11, 2011–12, 2012–13, 2020–21, 2021–22, 2023–24, 2024–25 |
| Adler Mannheim       | 7      | 1996–97, 1997–98, 1998–99, 2000–01, 2006–07, 2014–15, 2018–19                                     |
| EHC Red Büll München | 4      | 2015–16, 2016–17, 2017–18, 2022–23                                                                |
| Kölner Haie          | 2      | 1994–95, 2001–02                                                                                  |
| Düsseldorfer EG      | 1      | 1995–96                                                                                           |
| München Barons       | 1      | 1999-00                                                                                           |
| Krefeld Pinguine     | 1      | 2002-03                                                                                           |
| Frankfurt Lions      | 1      | 2003-04                                                                                           |
| Hannover Scorpions   | 1      | 2009-10                                                                                           |
| ERC Ingolstadt       | 1      | 2013-14                                                                                           |